# Старокарамалинское сельское поселение
Старокарамалинское се́льское поселе́ние — муниципальное образование в Муслюмовском районе Татарстана Российской Федерации.
Административный центр — село Старые Карамалы.

## История
Статус и границы сельского поселения установлены Законом Республики Татарстан от 31 января 2005 года № 30-ЗРТ «Об установлении границ территорий и статусе муниципального образования "Муслюмовский муниципальный район" и муниципальных образований в его составе».

## Население
| 2010  | 2011  | 2012  | 2013  | 2014  | 2015  | 2016  |
| ----- | ----- | ----- | ----- | ----- | ----- | ----- |
| 1223  | ↘1219 | ↘1203 | ↘1181 | ↘1157 | ↘1119 | ↘1074 |
| 2017  | 2018  |       |       |       |       |       |
| ↘1060 | ↘1048 |       |       |       |       |       |

## Состав сельского поселения
| № | Населённый пункт              | Тип населённого пункта       | Население |
| - | ----------------------------- | ---------------------------- | --------- |
| 1 | Деревня имени Карла Либкнехта | деревня                      |           |
| 2 | Кубяково                      | деревня                      |           |
| 3 | Новые Карамалы                | деревня                      |           |
| 4 | Покровка                      | село                         |           |
| 5 | Старые Карамалы               | село, административный центр |           |
| 6 | Тюрюш                         | деревня                      |           |